# Vogia pertinax
Vogia pertinax là một loài bướm đêm trong họ Noctuidae.